# Lançon (Ardennes)
Lançon ist eine französische Gemeinde mit 31 Einwohnern (Stand 1. Januar 2022) im Département Ardennes in der Region Grand Est (vor 2016 Champagne-Ardenne). Sie gehört zum Arrondissement Vouziers, zum Kanton Attigny und zum Gemeindeverband Argonne Ardennaise.

## Geografie
Die Gemeinde Lançon liegt an der oberen Aisne an der Grenze zum Département Marne, etwa 18 Kilometer südöstlich von Vouziers. Umgeben wird Lançon von den Nachbargemeinden Senuc im Norden, Cornay im Nordosten, Chatel-Chéhéry im Südosten, Binarville im Süden, Condé-lès-Autry im Südwesten, Autry im Westen sowie Grandham im Nordwesten.

## Bevölkerungsentwicklung
| Jahr                       | 1962 | 1968 | 1975 | 1982 | 1990 | 1999 | 2009 | 2020 |
| Einwohner                  | 70   | 43   | 43   | 34   | 41   | 40   | 39   | 31   |
| Quellen: Cassini und INSEE |      |      |      |      |      |      |      |      |

## Sehenswürdigkeiten

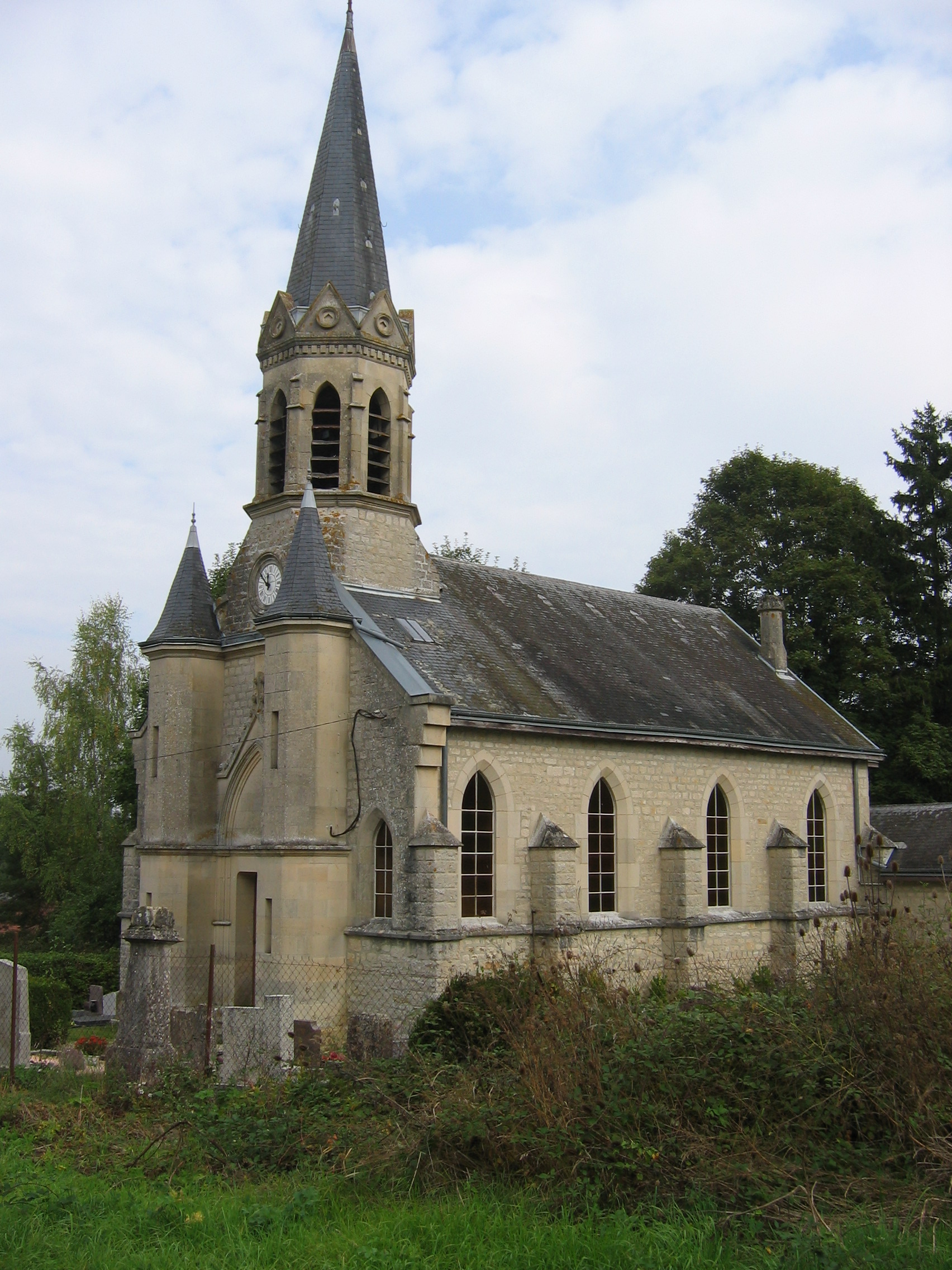
Kirche Saint-Christophe

- Kirche Saint-Christophe